# カマタニ
株式会社カマタニ（英: Kamatani Co.,Ltd.）は、兵庫県姫路市御国野町国分寺に本社を置く各種制服の企画・製造・販売をおこなう企業である。1919年創業。

## 会社概要
各種公官庁用の制服から病院用寝具ならびに白衣、さらには短期間のイベントに用いるレンタル用ユニフォームまで、多種多様な制服の企画から販売までを手掛けている。特にオフィスやイベント向けに強く、近年ではイベント用の分野でその強さを発揮している。
同社のイベント用レンタルユニフォーム「Bendy」は短期間に開催されるイベントに向けて、様々なカラーリングと着用パターンが自由に選べるスタイルになっており、また開催パビリオンの各ブースにおいては同社製造のユニフォームが多用されているケースも非常に多い。